# مقاطعة إمبيريال (كاليفورنيا)
مقاطعة إمبيريال (بالإنجليزية: Imperial County)‏ هي إحدى مقاطعات ولاية كاليفورنيا في الولايات المتحدة الأمريكية.

## أعلام
- توماس كار
- مونيكا جونسون